# Donna seduta (Picasso 1920)
Donna seduta è un'opera del pittore spagnolo Pablo Picasso, realizzata nel 1920, a olio su tela, (92x65 cm). È conservata al Musée National Picasso di Parigi.
Il quadro è il proseguimento di un suo precedente lavoro: Ritratto di Olga in poltrona, realizzato durante il suo viaggio romano.
Picasso realizzò un altro quadro intitolato Donna seduta nel 1938.